# Los Angeles Rams 2025
La stagione 2025 dei Los Angeles Rams sarà la 88ª della franchigia nella National Football League, la 58ª nell'area metropolitana di Los Angeles e la nona con Sean McVay come capo-allenatore.

## Scelte nel Draft 2025
| Scelte dei Rams nel Draft 2025 |        |                   |       |            |
| Giro                           | Scelta | Giocatore         | Ruolo | College    |
| 2                              | 46     | Terrance Ferguson | TE    | Oregon     |
| 3                              | 90     | Josaiah Stewart   | OLB   | Michigan   |
| 4                              | 117    | Jarquez Hunter    | RB    | Auburn     |
| 5                              | 148    | Ty Hamilton       | DT    | Ohio State |
| 5                              | 172    | Chris Paul Jr.    | LB    | Ole Miss   |
| 7                              | 242    | Konata Mumpfield  | WR    | Pittsburgh |

## Staff
| Staff dei Los Angeles Rams |
| --- |
| Organi dirigenziali - Proprietario/amministratore delegato – Stan Kroenke - Presidente – Kevin Demoff - General manager – Les Snead - Assistente general manager – John McKay - Vice presidente del football e amministrazione – Tony Pastoors - Consulente senior al general manager – Ray Farmer - Direttore senior delle operazioni del football – Sophie Harlan - Dirigente senior del personale & e vice capo degli osservatori del college – Taylor Morton - Dirigenti senior del personale – Brian Xanders, Marty Barrett, Ted Monago, Chris Driggers - Dirigente senior degli osservatori – Billy Johnson - Direttore del personale professionistico – Matt Waugh - Direttore, osservatori, strategia e analisi – Nicole Blake - Consulente degli osservatori – JW Jordan Capo allenatore - Capo-allenatore – Sean McVay - Assistente c.a./coordinatore gioco sui passaggi – Aubrey Pleasant Altri allenatori - Preparatore atletico – Justin Lovett - Assistente p.a. – Dustin Woods Allenatori dell'attacco - Coordinatore offensivo – Mike LaFleur - Coordinatore gioco sui passaggi – Nathan Scheelhaase - Quarterback – Dave Ragone - Running back – Ron Gould - Wide receiver – Eric Yarber - Tight end – Scott Huff - Offensive line – Ryan Wendell - Assistente offensive line – Zak Kromer - Assistente attacco senior – Alex Van Pelt - Assistente attacco – Rob Calabrese Allenatori della difesa - Coordinatore difensivo – Chris Shula - Defensive line/oordinatore gioco sulle corse – Giff Smith - Outside linebacker – Joe Coniglio - Inside linebacker – Greg Williams - Safety – Chris Beake - Assistente difesa senior – Jimmy Lake - Assistente difesa – Mike Harris - Coordinatore pass rush – Drew Wilkins Allenatori dello special team - Coordinatore special team – Chase Blackburn - Assistente special team – Ben Kotwica - Coordinatore gestione del gioco/assistente tight ends – Dan Shamash |

## Roster
| Roster dei Los Angeles Rams |
| --- |
| Quarterback - 13 Stetson Bennett - 9 Matthew Stafford Running Back - 22 Blake Corum - 20 Ronnie Rivers - 32 Cody Schrader - 23 Kyren Williams Wide Receiver - 5 Tutu Atwell - 18 Tyler Johnson - 10 Cooper Kupp - 15 Demarcus Robinson - 88 Jordan Whittington Tight End - 87 Davis Allen - 84 Hunter Long - 86 Colby Parkinson Offensive Linemen - 60 Logan Bruss G - 59 Geron Christian T - 69 Kevin Dotson G - 79 Rob Havenstein T - 72 Jonah Jackson C - 50 Beaux Limmer C - 71 Warren McClendon T - 63 Dylan McMahon C Defensive Linemen - 95 Bobby Brown III NT - 90 Tyler Davis NT - 55 Braden Fiske DE - 92 Neville Gallimore NT - 94 Desjuan Johnson DE - 91 Kobie Turner DE Linebacker - 31 Nick Hampton OLB - 97 Michael Hoecht OLB - 35 Jake Hummel ILB - 44 Brennan Jackson OLB - 58 Elias Neal ILB - 51 Troy Reeder ILB - 56 Christian Rozeboom ILB - 48 Omar Speights ILB - 8 Jared Verse OLB - 0 Byron Young OLB Defensive Back - 3 Kamren Curl SS - 14 Cobie Durant CB - 43 John Johnson SS - 26 Kamren Kinchens FS - 37 Quentin Lake FS - 33 Cam Lampkin CB - 39 Jaylen McCollough SS - 30 Josh Wallace CB - 27 Tre'Davious White CB - 21 Charles Woods CB Special Team - 42 Ethan Evans P - 16 Joshua Karty K - 47 Alex Ward LS Lista delle riserve - 73 Steve Avila G (IR) - 11 Jimmy Garoppolo QB (Sospeso) - 89 Tyler Higbee TE (PUP) - 77 Alaric Jackson T (Sospeso) - 1 Derion Kendrick CB (IR) - 66 KT Leveston G (IR-DRF) - 64 Conor McDermott T (IR) - 52 Larrell Murchison DE (IR-DRF) - 17 Puka Nacua WR (IR) - 70 Joe Noteboom T (IR) - 6 Tre Tomlinson CB (IR) - 24 Darious Williams CB (IR) Squadra di allenamento - 61 A.J. Arcuri T - 67 Justin Dedich G - 98 Cory Durden DT - 82 Miller Forristall TE - 34 Tanner Ingle SS - 38 Shaun Jolly CB - 83 Nikola Kalinic TE - 68 Mike McAllister C - 54 Ty Nsekhe T - 65 David Olajiga DT - 19 Xavier Smith WR - 6 Drake Stoops WR - 96 Keir Thomas OLB - 57 Zach VanValkenburg OLB - 81 Sam Wiglusz WR - 4 Ahkello Witherspoon CB Roster aggiornato al 15 settembre 2024 51 attivi, 12 inattivi, 15 nella squadra di allenamento |
| Legenda - I rookie sono in corsivo. - Il primo ruolo è il principale mentre gli eventuali successivi indicano i ruoli secondari. - (IR) sta per Injured Reserve ed indica la lista ristretta per un solo giocatore infortunato che può tornare ad allenarsi dopo la settimana 6 e a rientrare in prima squadra dopo che questa ha giocato 8 partite. - (NF-Inj.) / (NF-Ill.) stanno rispettivamente per Non-Football Injured e Non-Football Illness ed indicano le liste dove viene inserito un giocatore che ha un infortunio o una malattia non dipendente dal football americano. - (PUP) sta per Physically Unable to Perform ed indica la lista dove viene inserito un giocatore mentre è in attesa di recuperare la condizione fisica. Nella stagione regolare dopo la sesta partita giocata dalla propria squadra, il giocatore ha tempo tre settimane per riprendere ad allenarsi, più tre settimane aggiuntive dal suo rientro agli allenamenti per rientrare in prima squadra. |

## Precampionato
Le gare del precampionato furono annunciate il 14 maggio 2025.
| Precampionato |           |            |                      |           |        |                       |            |         |
| Settimana     | Data      | Ora (PT)   | Avversario           | Risultato | Record | Stadio                | TV         | Sintesi |
| 1             | 9 agosto  | 4:00 p.m.  | Dallas Cowboys       | V 31-21   | 1-0    | SoFi Stadium          | KABC (ABC) | Sintesi |
| 2             | 16 agosto | 4:00 p.m.  | Los Angeles Chargers | V 23-22   | 2-0    | SoFi Stadium          | KABC (ABC) | Sintesi |
| 3             | 23 agosto | 10:00 a.m. | @ Cleveland Browns   | -         | -      | Huntington Bank Field | KABC (ABC) | -       |

## Stagione regolare

### Calendario
Il calendario della stagione regolare fu reso noto il 14 maggio 2025.
| Stagione regolare |                    |                    |                            |                    |                    |                          |                    |                    |
| Settimana         | Data               | Ora (PT)           | Avversario                 | Risultato          | Record             | Stadio                   | TV                 | Sintesi            |
| 1                 | 7 settembre        | 1:25 p.m.          | Houston Texans             | -                  | -                  | SoFi Stadium             | CBS                | -                  |
| 2                 | 14 settembre       | 10:00 a.m.         | @ Tennessee Titans         | -                  | -                  | Nissan Stadium           | CBS                | -                  |
| 3                 | 21 settembre       | 10:00 a.m.         | @ Philadelphia Eagles      | -                  | -                  | Lincoln Financial Field  | Fox                | -                  |
| 4                 | 28 settembre       | 1:05 p.m.          | Indianapolis Colts         | -                  | -                  | SoFi Stadium             | Fox                | -                  |
| 5                 | 2 ottobre          | 5:15 p.m.          | San Francisco 49ers (T)    | -                  | -                  | SoFi Stadium             | Prime Video        | -                  |
| 6                 | 12 ottobre         | 10:00 a.m.         | @ Baltimore Ravens         | -                  | -                  | M&T Bank Stadium         | Fox                | -                  |
| 7                 | 19 ottobre         | 6:30 a.m.          | @ Jacksonville Jaguars (I) | -                  | -                  | Wembley Stadium (Londra) | NFL Network        | -                  |
| 8                 | Settimana di pausa | Settimana di pausa | Settimana di pausa         | Settimana di pausa | Settimana di pausa | Settimana di pausa       | Settimana di pausa | Settimana di pausa |
| 9                 | 2 novembre         | 1:05 p.m.          | New Orleans Saints         | -                  | -                  | SoFi Stadium             | Fox                | -                  |
| 10                | 9 novembre         | 1:25 p.m.          | @ San Francisco 49ers      | -                  | -                  | Levi's Stadium           | Fox                | -                  |
| 11                | 16 novembre        | 1:05 p.m.          | Seattle Seahawks           | -                  | -                  | SoFi Stadium             | Fox                | -                  |
| 12                | 23 novembre        | 5:20 p.m.          | Tampa Bay Buccaneers (S)   | -                  | -                  | SoFi Stadium             | NBC                | -                  |
| 13                | 30 novembre        | 10:00 a.m.         | @ Carolina Panthers        | -                  | -                  | Bank of America Stadium  | Fox                | -                  |
| 14                | 7 dicembre         | 1:25 p.m.          | @ Arizona Cardinals        | -                  | -                  | State Farm Stadium       | Fox                | -                  |
| 15                | 14 dicembre        | 1:25 p.m.          | Detroit Lions              | -                  | -                  | SoFi Stadium             | Fox                | -                  |
| 16                | 18 dicembre        | 5:15 p.m.          | @ Seattle Seahawks (T)     | -                  | -                  | Lumen Field              | Prime Video        | -                  |
| 17                | 29 dicembre        | 5:15 p.m.          | @ Atlanta Falcons (M)      | -                  | -                  | Mercedes-Benz Stadium    | ESPN               | -                  |
| 18                | 3/4 gennaio        | Da def.            | Arizona Cardinals          | -                  | -                  | SoFi Stadium             | Da def.            | -                  |

Note:
- Gli avversari della propria division sono in grassetto.
- Il simbolo "@" indica una partita giocata in trasferta.
- (M) indica il Monday Night Football, (T) il Thursday Night Football, (S) il Sunday Night Football e (I) una partita delle NFL International Series.
- Dall'undicesimo al diciassettesimo turno si adotta una programmazione flessibile: le partite programmate per il Sunday Night Football, il Monday Night Football e il Thursday Night Football sono programmate in via provvisoria e sono eventualmente soggette a modifiche.
- Data e orario della gara del diciottesimo turno saranno stabilite dopo lo svolgimento del diciassettesimo turno.